# Den Dool
Den Dool is een buurtschap in de gemeente Molenlanden, in de Nederlandse provincie Zuid-Holland. De buurtschap ligt in het noorden van de gemeente tussen Noordeloos en Meerkerk.
Stad: Nieuwpoort

Dorpen: Arkel · Bleskensgraaf · Brandwijk · Giessenburg · Giessen-Oudekerk · Goudriaan · Groot-Ammers · Hoogblokland · Hoornaar · Kinderdijk · Langerak · Molenaarsgraaf · Nieuw-Lekkerland · Noordeloos · Ottoland · Oud-Alblas · Schelluinen · Streefkerk · Wijngaarden

Buurtschappen: Achthuizen · De Donk · Den Dool · Gelkenes · Gijbeland · Graafland · Hofwegen · Kooiwijk · Liesveld · Minkeloos · Overslingeland · Pinkenveer · Rietveld · Vuilendam · Waal

Zuid-Holland · Steden en dorpen      Nederland: Provincies · Gemeenten